# Ивичест линзанг
Ивичестият линзанг (Prionodon linsang) е вид бозайник от семейство Виверови (Prionodontidae).

## Разпространение и местообитание
Разпространен е в Бруней, Индонезия, Малайзия, Мианмар и Тайланд.